# Base de Apoyo Logístico Mendoza
La Base de Apoyo Logístico "Mendoza" (BAL) es una unidad de apoyo del Ejército Argentino creada en 1991 con asiento de paz en Mendoza, con dependencia orgánica de la VIII Brigada de Montaña y con dependencia funcional de la Dirección de Arsenales.

## Historia
En el año 1814 José de San Martín creó el Parque de Artillería y Maestranza, unidad fundamental para Cruce de los Andes, desempeñándose en Chile y Perú, posteriormente volvió a Argentina en 1824.
En 1901 fue creado el Batallón de Tren con la finalidad de abastecer a las tropas de montaña. 
El 1 de septiembre de 1943 fue creado el Taller Fijo Mendoza en las instalaciones donde se encuentra actualmente el Comando de VIII Brigada de Montaña y bajo dependencia del Arsenal Centro «José María Rojas». En 1949 se trasladó a los galpones del ex Ferrocarril General San Martín, pasando a llamarse Taller de Mantenimiento Mendoza, luego en 1965 cambió su nombre nuevamente llamándose Compañía de Arsenales de Montaña 8, cambiándose a su asiento actual en las instalaciones de la calle Washington Lencinas, en 1982 pasó a denominarse Batallón Logístico de Montaña 8. Desde el 1 de abril de 1991 se denomina Base de Apoyo Logístico Mendoza como parte de una reestructuración del Ejército Argentino.

## Actividades operacionales
La base de apoyo logístico realiza el apoyo a las operaciones de la VIII Brigada de Montaña y de apoyo a la comunidad. En 2020 llevó a cabo brindó apoyo logístico y de transporte para el esfuerzo de ayuda humanitaria de las Fuerzas Armadas de la Nación durante la pandemia de COVID-19 en la Argentina.